# Лонг, Уолтер (актёр)
Уолтер Хантли Лонг (англ. Walter Huntley Long; 5 марта 1879 — 4 июля 1952) — американский актер кино.

## Биография
Родился в Нашуа (Нью-Гэмпшир), начал сниматься в кино в 1910-х годах.
Снялся во многих фильмах Дэвида Гриффита, в частности в «Рождении нации» (1915), где он играл роль Гаса, афроамериканца, в чёрном гриме и «Нетерпимости» (1916).
Уолтер Лонг также снялся вместе с Рудольфо Валентино в фильмах «Шейх», «Моран с леди Летти», и «Кровь и песок». Позже он появился в качестве комического злодея в четырех фильмах Лорел и Харди в начале 1930-х годов.
В 1908 году Лонг женился на Luray Roble, стенографистке из Висконсина, которая позже стала актрисой кинокомпании Triangle/Fine Arts. Она умерла в 1918 году в возрасте 28 лет, во время эпидемии испанского гриппа.
Уолтер Лонг служил в ополчении во время Первой мировой войны и Второй мировой войны дослужился до чина подполковника до получения почетное разряда в конце Второй мировой войны.
Уолтер Лонг умер от сердечного приступа 4 июля 1952 года в Лос-Анджелесе, штат Калифорния, во время просмотра фейерверка в Колизее во время празднования годовщины независимости Америки.

## Фильмография
- 1912 — Любительница румян
- 1912 — Мушкетёры аллеи Пиг
- 1912 — Торговля душами
- 1917 — Женщина, которую забыл Бог (жрец Талок)